# Little Mary Sunshine (film)
Little Mary Sunshine è un film muto del 1916 diretto da Henry King.
È il primo lungometraggio nella storia del cinema che abbia per protagonista un'attrice bambina, Baby Marie Osborne. Il successo sarà tale da produrre una lunga serie di pellicole costruite attorno alla piccola attrice, che diventa così anche la prima ad acquisire lo status di star. Le stesse opportunità saranno offerte negli anni dieci solo a Gordon Griffith, Zoe Rae e, in Europa, Tibor Lubinszky, per diventare poi pratica comune a partire dagli anni venti, soprattutto in seguito all'enorme successo de Il monello (1921) con Charlie Chaplin e Jackie Coogan.
La storia di questo film non va confusa con quella dell'omonimo musical di Rick Besoyan.

## Trama
Abbandonata dal padre dopo che questi, ubriaco, ha picchiato sua madre giungendo a ucciderla, la piccola Mary - una bambina di soli cinque anni - trova rifugio in un'automobile dove si addormenta. La macchina appartiene a Bob Daley, un giovanotto che, per festeggiare il suo fidanzamento, si è ubriacato insieme agli amici. Sylvia, la fidanzata, non approva però la sua condotta e lo butta fuori di casa, rompendo con lui. Bob, barcollando, si dirige verso l'auto dove trova la piccola orfana addormentata. I due fanno amicizia e l'uomo porta a casa sua la bambina. Mary, che racconta la tragica storia di cui è protagonista, influisce in maniera determinante su Bob che smette di bere diventando un genitore serio e responsabile. Sylvia, colpita dal cambiamento, si riconcilia con il fidanzato: i due, dopo essersi sposati, diventeranno i nuovi genitori della piccola Mary.

## Produzione
Il film fu prodotto dalla Balboa Amusement Producing Company. Venne girato in California, a Long Beach

## Distribuzione
Il copyright del film, richiesto dalla Pathé Exchange, Inc., fu registrato il 30 marzo 1916 con il numero Lu7954.
Distribuito dalla Pathé Exchange, il film uscì nelle sale cinematografiche statunitensi il 3 marzo 1916.
Copia della pellicola - un nitrato positivo 35 mm colorato e con i sottotitoli francesi - viene conservata negli Archives Du Film Du CNC (Bois d'Arcy). Il film è stato rimasterizzato e distribuito il 22 novembre 2004 dalla Unknown Video in un Dolby Digital 2.0 mono che comprendeva anche la versione cinematografica del 1917 di Tom Sawyer. I due film muti - sottotitolati in inglese - hanno un accompagnamento musicale all'organo elettrico di Bob Vaughn.